# دور برگردان (فیلم ۲۰۲۳)
دور برگردان (انگلیسی: U-Turn) فیلم هندی دلهره‌آور فراطبیعی هندی-زبان است که در سال ۲۰۲۳ به نمایش درآمد، کارگردانی این فیلم برعهده عارف خان بود و نویسندگی آن را پرویز شیخ و رادیکا آناند انجام داده‌اند. نقش‌های کلیدی را آلایا فورینتورووالا، پریانشو پاینیولی، آشیم گولاتی بازی کردند و تهیه کنندگی آن را اکتا کاپور و شبها کاپور بر عهده داشتند. این فیلم بازساخته رسمی از فیلم کنادایی سال ۲۰۱۶ به نام دور برگردان می‌باشد.
فیلم در روز ۲۸ آوریل ۲۰۲۳ از طریق پلت‌فرم زی‌۵ به نمایش گذاشته شد.